# Oral Fixation Tour
Oral Fixation Tour (també conegut en castellà com a Tour Fijación Oral) va ser la quarta gira mundial de la cantant colombiana Shakira que va començar el juny de 2006 i va finalitzar el juliol de 2007 per a promocionar els seus dos àlbums Fijación Oral Vol.1 i Oral Fixation Vol.2. El recorregut total recaptat més de $100 milions de dòlars. Va ser la gira més gran i més extensa fins a la data.

## Antecedents
La gira va començar la seva primera gira europea el 14 de juny de 2006 a Saragossa, Espanya, passant per 10 ciutats més a Espanya, així com amb parades a Croàcia, Romania i Grècia. Amèrica del Nord part de la gira va començar 9 agost 2006 al Don Haskins Center a El Paso i es va traslladar a través dels Estats Units, amb una parada a Toronto, Canadà. El 3 de febrer de 2007, just un dia després del seu aniversari número 30, Shakira va ser programat per a aparèixer en els Països Baixos. Mentre que un estadi ple - 39.000 persones - estaven esperant Shakira, la seva gestió oficial anunciar que el programa va haver de ser reprogramada al 17 de març de 2007. Shakira estava malalt i havia estat advertit per descansar la seva veu. Shakira va donar el seu mànager la següent carta per passar a la multitud:
| « | "Estic molt trist que no pot realitzar aquesta nit. Holanda és un dels meus llocs preferits a la terra i jo hem estat moltes ganes de fer aquest espectacle des de fa molt de temps. Prometo que ho farà fins que quan torni al març li donarà el concert que els holandesos es mereixen. Gràcies per la seva comprensió. Tot el meu amor, Shakira". | » |

L'endemà, la gestió de Shakira cancel·lar la mostra a Alemanya el 5 de febrer i 6 de febrer de 2007, la reprogramació de les dates en març i abril, que va ser capaç de mantenir. Després de recuperar-se de la bronquitis que havia colpejat i després d'actuar en els premis Grammy el 2007, Shakira va prendre la gira el 16 de febrer a París. L'espectacle, de 19 de febrer a Mònaco de Baviera va ser presa d'una càmera web per permetre als aficionats a veure l'espectacle de franc des de casa. Al maig de 2007, Shakira va tornar a Mèxic per començar l'última etapa de la gira. 60.000 aficionats van seguir el 13 de maig concert a Ciutat de Mèxic, incloent el president mexicà Felipe Calderón i la seva esposa i filla. La ciutat se li va donar una data X, l'únic concert gratuït de la gira, que van veure 210.000 persones que l'assisteixin.

## Llista de cançons
| Llatinoamèrica i Espanya |
| --- |
| 1. "Estoy Aquí" 2. "Te Dejo Madrid" 3. "Don't Bother" 4. "Antología" 5. "Inevitable" 6. "Si te vas" 7. "Obtener un sí" 8. "La Tortura" 9. "No" 10. "Suerte (Whenever, Wherever)" 11. "La Pared" 12. "Día de enero" 13. "Pies descalzos, sueños blancos" 14. "Ciega, Sordomuda" 15. "Ojos Así" 16. "Hips Don't Lie" |

| Europa |
| --- |
| 1. "Estoy Aquí" 2. "Don't Bother" 3. "Te Dejo Madrid" 4. "Illegal" 5. "Hey You" 6. "Inevitable" 7. "Si Te Vas" 8. "La Tortura" 9. "No" 10. "Whenever, Wherever" 11. "La Pared" 12. "Underneath Your Clothes" 13. "Pies Descalzos, Sueños Blancos" 14. "Ciega, Sordomuda" 15. "Ojos Así" 16. "Hips Don't Lie" |

| Estats Units |
| --- |
| 1. "Estoy Aquí" 2. "Te Dejo Madrid" 3. "Don't Bother" 4. "Antología" 5. "Hey You" 6. "Inevitable" 7. "Si te vas" 8. "Obtener un sí"(excepte en la segona nit a Miami) 9. "La Tortura" 10. "No" 11. "Whenever, Wherever" 12. "La Pared" 13. "Underneath your clothes" 14. "Pies descalzos, sueños blancos" 15. "Ciega, Sordomuda" 16. "Ojos Así" 17. "Hips Don't Lie" |

| Turquia i Croàcia |
| --- |
| 1. "Estoy Aquí" 2. "Don't Bother" 3. "Te Dejo Madrid" 4. "Animal City" 5. "Antología" 6. "Hey You" 7. "Inevitable" 8. "Si Te Vas" 9. "La Tortura" 10. "No" 11. "Whenever, Wherever" 12. "La Pared" 13. "Día Especial" 14. "Pies Descalzos, Sueños Blancos" 15. "Ciega, Sordomuda" 16. "Ojos Así" 17. "Hips Don't Lie" |